# Limnodriloides agnes
Limnodriloides agnes är en ringmaskart som beskrevs av Hrabe 1967. Limnodriloides agnes ingår i släktet Limnodriloides och familjen glattmaskar. Arten är reproducerande i Sverige. Inga underarter finns listade i Catalogue of Life.